# 利民乡
利民乡，是中华人民共和国云南省红河哈尼族彝族自治州建水县下辖的一个乡镇级行政单位。
2005年，撤销利民乡、李浩寨乡，并入曲江镇；利民乡在民政部门的行政区划资料中已不再登记，但实际上至今未撤销。

## 行政区划
利民乡下辖以下地区：
利民村、清溪村、清泉村、暮阳村、新华村、清江村、竹鸡河村和新建村。